# Каширино (Курганская область)
Каши́рино — село в Кетовском районе Курганской области, административный центр Каширинского сельсовета.

## География
Село находится примерно в 25 км от областного центра.

## Население
| 1989 | 2002  | 2010  |
| ---- | ----- | ----- |
| 1373 | ↘1349 | ↘1338 |

## Экономика
Работает крестьянско-фермерское хозяйство «МАГис», основной деятельностью которого является мясопереработка.

## Социальная сфера
- В селе есть средняя школа (одиннадцатилетка), музыкальная школа и литературно-краеведческий музей имени В. К. Кюхельбекера, с 2002 года вновь возобновлена работа физкультурно-оздоровительного комплекса.

## Транспорт
- В 1 километре от села проходит дорога Курган-Половинное-Воскресенское